# Cielądz
Pour la gmina, voir Cielądz (gmina).
Cielądz est une localité polonaise, siège de la gmina de Cielądz, située dans le powiat de Rawa Mazowiecka en voïvodie de Łódź.